# Dar al Beida (804)
Dar al Beida (804) je hydrografická výzkumná loď marockého královského námořnictva. Její označení je Bâtiment Hydro-Océanographique Multi-Missions (BHO2M). Sekundárně se může zapojit do průzkumu, speciálních operací, humanitárních misí či ochrany životního prostředí. Od jejího dokončení může Maroko samo mapovat své vody, což pro něj dříve prováděla Francie.

## Stavba
Kontrakt na stavbu plavidla získala v červnu 2016 francouzská společnost Kership. Vývoj a stavbu plavidla zajistila loděnice Piriou v Concarneau. Plavidlo bylo do služby přijato 26. října 2018.

## Konstrukce
Konstrukce plavidla vychází z francouzské třídy D'Entrecasteaux. Posádku tvoří 30 námořníků a 20 vědeckých pracovníků. Plavidlo je vybaveno specializovanými výzkumnými systémy. Na plošině ve střední se nachází přistávací plocha pro drony. Speciální vybavení nesou rovněž dva osmimetrové čluny, které doplňuje jeden člun typu RHIB. Pohonný systém tvoří čtyři dieselgenerátory Wärtsilä 6L20, každý o výkonu 1600 hp. Lodní šrouby jsou dva. Manévrovací schopnosti zlepšuje příďové a záďové dokormidlovací zařízení. Nejvyšší rychlost dosahuje 14 uzlů. Dosah je 5000 námořních mil při 10 uzlů a autonomie 30 dnů.